# Helgøy kommun
Helgøy kommun (norska: Helgøy kommune) var en kommun i Troms fylke i norra Norge. Kommunen omfattade den västra delen av nuvarande Karlsøy kommun. Byn Helgøy utgjorde kommunens centralort.

## Administrativ historik
Helgøy kommun upprättades den 1 september 1886 genom utbrytning ur Karlsøy kommun. Kommunen hade 828 invånare vid upprättandet.
Den 1 januari 1964 gick kommunen åter upp i Karlsøy kommun. Kommunens hade då 1 495 invånare.